# Показники здоров'я
Показники здоров'я — це кількісно визначені характеристики, які дослідники використовують як підтверджуючі докази для опису здоров'я популяції . Як правило, дослідники використовують методологію опитування, щоб зібрати інформацію про вибірку населення, використовують статистичні дані, щоб узагальнити зібрану інформацію для всього населення, а потім використовують статистичний аналіз, щоб зробити заяву про здоров'я населення. Показники здоров'я часто використовуються урядами для спрямування політики охорони здоров'я або для визначення цілей щодо покращення здоров'я населення.

## Характеристики
Показник здоров'я, який використовуватиметься на міжнародному рівні для опису глобального здоров'я, повинен мати такі характеристики:
1. Його слід визначити таким чином, щоб його можна було однаково вимірювати на міжнародному рівні.[2]
2. Він повинен мати статистичну достовірність .[2]
3. Індикатором повинні бути дані, які реально можна зібрати за розумний проміжок часу.[2][3]
4. Результатом аналізу даних має стати рекомендація щодо того, які люди можуть внести зміни для покращення здоров'я[2]

## Приклади показників здоров'я
Це лише приклади, а не повний перелік показників здоров'я.

### Стан здоров'я
- Очікувана тривалість життя при народженні[4]
  - Очікувана кількість років життя новонародженого на основі поточних тенденцій смертності.[5]
- Дитяча смертність[4]
  - Кількість дитячих смертей (дітей до 1 року) на 1000 народжених живими за рік.[5]
- Неонатальна смертність[4]
  - Кількість померлих новонароджених (дітей до 28 днів) на 1000 народжених за рік.[5]
- Коефіцієнт материнської смертності[6]
  - Кількість жінок, які померли внаслідок ускладнень вагітності або пологів, на 100 000 пологів на рік.[5]
- Смертність від серцево-судинних захворювань[6]
- Захворюваність на рак[6]
- Захворюваність на цукровий діабет[6]
- Захворюваність на депресію[6]
- Роки життя з урахуванням інвалідності (DALY)
  - Показник передчасної смерті або зниження якості життя внаслідок інвалідності.[5]
- Повсякденна діяльність (ADL)
  - Вимірювання здатності до самозабезпечення на основі здатності виконувати щоденні дії, такі як одягання, годування та догляд.[7]

### Фактори ризику
- Вживання алкоголю[8]
- Куріння у дорослих[8]
- Навички фізичних вправ[8]
- Використання презерватива[9]
- Рівень ожиріння[9]
- Частота астми[9]
- Частота високого кров'яного тиску[9]
- Рівень забруднення повітря[9]
- Виключно грудне вигодовування[9]
  - Кількість матерів, які годують своїх немовлят лише грудним молоком протягом перших 6 місяців життя на одиницю вимірювання.[10]
- Рівень відставання у розвитку дітей[9]
  - Кількість дітей, які мають низький зріст для свого віку (більше двох стандартних відхилень нижче міжнародного стандарту) через погане харчування на одиницю вимірювання.[10]
- Рівень виснаження дітей[9]
  - Кількість дітей, які мають низьку вагу для свого зросту (більше двох стандартних відхилень нижче міжнародного стандарту) через погане харчування на одиницю виміру.[10]

### Системи охорони здоров'я
- Охорона здоров'я[11]
  - Кількість людей з певним типом медичного покриття/страхування на одиницю виміру.[11]
- Лікарняні ліжка на душу населення[11]
- Лікарів на душу населення[11]
- Медсестер на душу населення[11]
- Показники повторної госпіталізації[12]
- Витрати на охорону здоров'я у відсотках від ВВП[12]
  - Відсоток валового внутрішнього продукту країни (ВВП), який використовується на охорону здоров'я.[12]
- Люди з ВІЛ усвідомлюють свій статус[12]
- Рівень скринінгу раку молочної залози[12]
- Рівень реєстрації народжень[12]
  - Кількість людей із підтвердженим державним органом свідоцтвом про народження на одиницю вимірювання.[12]
- Рівень реєстрації смертей[12]
  - Кількість людей із засвідченим урядом свідоцтвом про смерть на одиницю вимірювання.[12]

## Додатки
ндикатори здоров'я зазвичай використовуються для прийняття широкомасштабних рішень, пов'язаних зі здоров'ям громади. Описуючи поточний стан здоров'я населення, стають очевидними сфери, які потребують покращення, і політики та медичні працівники можуть працювати над заповненням цих прогалин. Після втручання, спрямованого на покращення здоров'я населення, можна використовувати показники здоров'я для оцінки успіху втручання.
Крім того, показники здоров'я можуть підкреслити відмінності в здоров'ї населення. Відмінності в показниках здоров'я між статями, расами, етнічними групами, соціально-економічними класами та іншими групами можна використовувати для розробки політики та втручань, які забезпечать справедливість у здоров'ї в майбутньому.
Показники здоров'я використовуються багатьма установами, включаючи міжнародні організації, такі як ООН і Всесвітня організація охорони здоров'я (ВООЗ). Вони також використовуються невеликими громадськими організаціями охорони здоров'я, лікарнями та іншими медичними та громадськими організаціями охорони здоров'я, такими як Центр контролю захворювань (CDC), Національний інститут здоров'я (NIH), Всеосяжне африканське партнерство з ВІЛ/СНІДу (ACHAP). та Глобальний альянс для Африки .